# Tilletia mexicana
Tilletia mexicana är en svampart som beskrevs av Vánky 2005. Tilletia mexicana ingår i släktet Tilletia och familjen Tilletiaceae.   Inga underarter finns listade i Catalogue of Life.